# 山嘴水库
山嘴水库是中国辽宁省鞍山市海城市境内的一座水库，位于海城河上游支流，建于1970年。水库正常库容为640万立方米，集雨面积为38平方千米，海拔为204.5米。